# 圍盾介殼蟲
圍盾介殼蟲（学名：Fiorinia fioriniae）为盾介殼蟲科圍盾介殼蟲屬下的一个种。